# 26. kongres Občanské demokratické strany

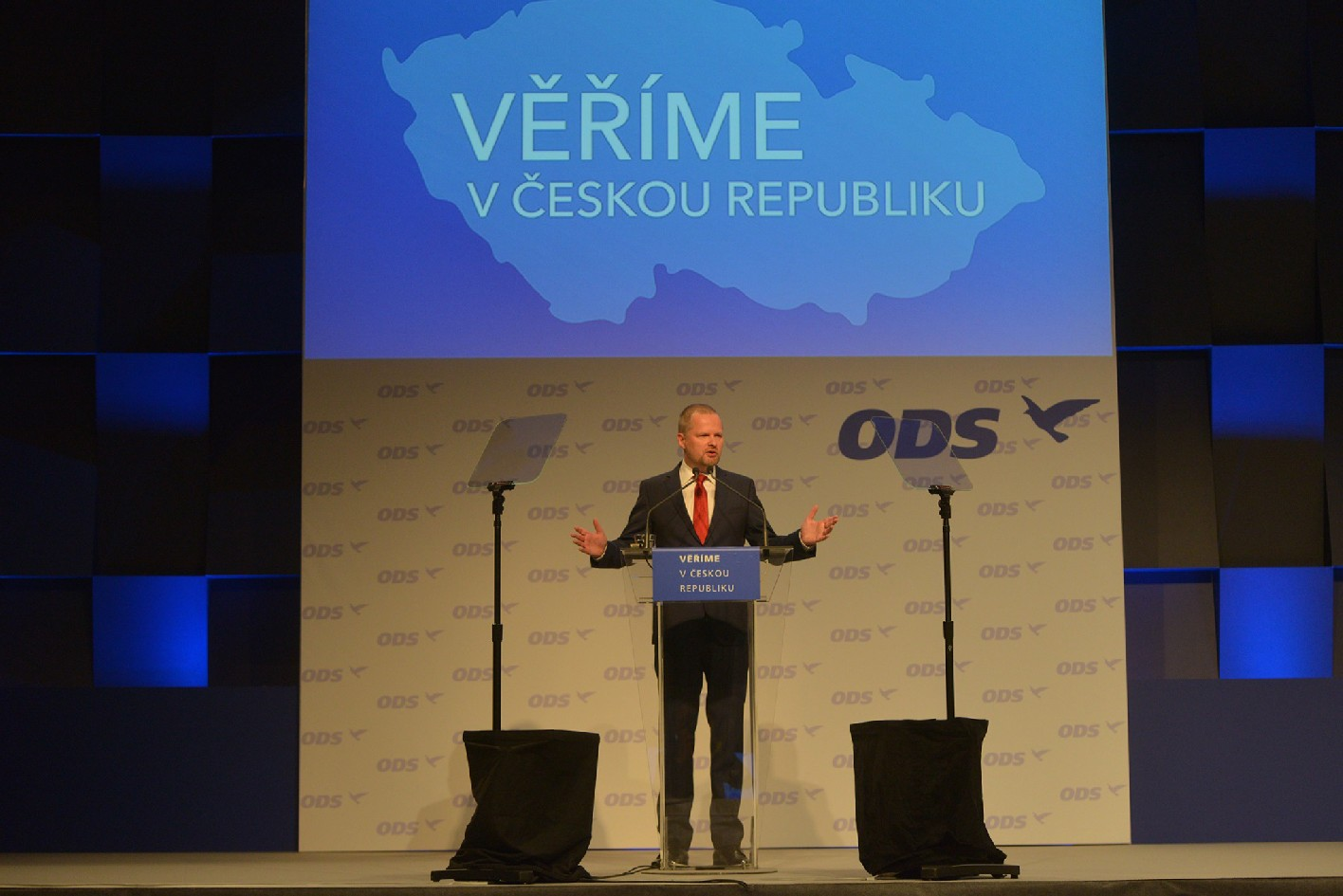
Projev předsedy Petra Fialy

26. kongres ODS se konal 30. května 2015 v Praze v prostorách Fora Karlín.

## Dobové souvislosti a témata kongresu
Kongres se konal poměrně brzy po předchozím 25. kongresu ODS a necelé dva roky od pádu vlády Petra Nečase v důsledku kauzy Nagyová. ODS se od té doby nacházela v opozici s preferencemi okolo 10 procent a hledala způsob, jak oslovit nové či získat zpět ztracené voliče. Na kongresu se sešlo přes 800 členů, aby diskutovali o budoucnosti pravicové politiky. Byly představeny nové programové priority, například rušení zbytečných daní. ODS také odhalila nové logo, jehož autorem je grafický designér Libor Jelínek. Delegáti také přijali nové stanovy, které umožní pružnější fungování strany a zároveň zachovávají demokratické mechanismy.

## Personální složení vedení ODS po kongresu
Nejednalo se o volební kongres. Vedení zůstalo ve složení zvoleném na 24. kongresu ODS.